# Paleoarheologie
Paleoarheologia este arheologia timpurilor preistorice.
Interesul în acest domeniu a început la sfârșitul anilor 1850 și începutul anilor 1860, schimbare cauzată de descoperirile făcute de Boucher de Perthes, după ce Joseph Prestwich, Hugh Falconer și John Evans au vizitat site-ul arheologic al lui Boucher de Perthes din Valea Somme. Doi astfel de arheologi care au fost atrași să adere în rândurile societăților arheologice de palaeoarheologie au fost Augustus Pitt Rivers și Edward Burnett Tylor.  Evans, Pitt Rivers și John Lubbock au promovat cu toții interesul față de acest domeniu, fiecare un entuziast și fiecare în creștere rapidă în ceea ce privește poziția sa de autoritate și de influență în cercurile arheologice. În 1868, de exemplu, ei au organizat împreună, coroborat cu adunarea generală anuală de la Norwich a Asociației Britanice pentru Progresul științei, al Treilea Congres Internațional de Arheologie Preistorică.